# Rhynchospora trichochaeta
Rhynchospora trichochaeta är en halvgräsart som beskrevs av Charles Baron Clarke. Rhynchospora trichochaeta ingår i släktet småag, och familjen halvgräs. Inga underarter finns listade i Catalogue of Life.